# Exist (album Exo)
Exist – siódmy album studyjny grupy EXO, wydany 10 lipca 2023 roku przez wytwórnię SM Entertainment. Exist to pierwszy album grupy promowany jako siedmioosobowa grupa, ponieważ członek Kai przechodzi obecnie obowiązkową służbę wojskową, a członek Lay promuje swoją solową działalność w Chinach. Album zawiera występy wokalne wszystkich ośmiu koreańskich członków, w tym Kai. 

## Tło wydania
Exist to siódmy koreański album studyjny i ósmy ogólnie w dyskografii Exo. Album zawiera dziewięć piosenek, w tym dwa przedpremierowe single; „Let Me In”, wydany 12 czerwca 2023 roku, oraz „Hear Me Out”, wydany 30 czerwca 2023 roku. Wraz z albumem ukazał się trzeci singiel i utwór tytułowy, „Cream Soda”.
W styczniu 2023 roku lider grupy, Suho, ogłosił, że zespół planuje wydać nową muzykę po wiośnie.
9 czerwca SM ogłosiło, że 10 lipca Exo wyda swój siódmy album studyjny. 12 czerwca SM ogłosiło tytuł albumu i datę premiery, wraz z wideoklipem przedstawiającym zaktualizowane logo Exo. Ogłoszono również, że tego samego dnia wydadzą wcześniej zapowiadany przedpremierowy singiel „Let Me In”.
Album został wydany w przedsprzedaży 12 czerwca i jest dostępny w trzech wersjach photobooka, ośmiu wersjach digipacku oraz ośmiu wersjach SMini.

## Lista utworów
| CD | CD              | CD                                      | CD | CD                                    | CD      |
| Nr | Tytuł utworu    | Tekst                                   | Kompozycja | Aranżacja                             | Długość |
| -- | --------------- | --------------------------------------- | --- | ------------------------------------- | ------- |
| 1. | „Cream Soda”    | Moon Seol-li                            | Tre Jean-Marie, Kwame "KZ" Kwei-Armah Jr., Ebenezer Fabiyi, Bobby Candler, Adrian Mckinnon                                        | Jean-Marie, Kwei-Armah, Imlay         | 3:05    |
| 2. | „Regret It”     | Jang Sang-min (Lalala Studio), Loey     | Dwayne "Dem Jointz" Abernathy Jr., Lucky Daye, Prince Charles, Jeremy "Tay" Jasper, Adrian Mckinnon                               | Abernathy Jr.                         | 2:55    |
| 3. | „Hear Me Out”   | Park Ji-hyun (Artiffect), Kim Dong-hyun | Tave, Jeremy "Tay" Jasper, Tavaughn Young, Adrian Mckinnon, George Carroll, Sade Munirah, Grades, Yakob, Jack Ro, Michael Orabiyi | Grades, Yakob, Ro, Scribz Riley, Tave | 3:24    |
| 4. | „Private Party” | Moon Seol-li                            | Brandon Arreaga, Landon Sears, Rudy Sandapa, Kaelyn Behr, MZMC                                                                    | Fuego, Sandapa, MZMC                  | 3:09    |
| 5. | „Cinderella”    | Moon Seol-li                            | Jackson Morgan, Brandon Arreaga, Kyle Buckley, Charles Roberts Nelsen, MZMC                                                       | Pink Slip, Inverness, MZMC            | 2:34    |
| 6. | „No Makeup”     | Moon Seol-li                            | Greg Bonnick, Hayden Chapman, Adrian Mckinnon, Sevn Dayz                                                                          | LDN Noise                             | 3:24    |
| 7. | „Love Fool”     | Cha Yu-bin (Verygoods)                  | John Mars, Christian Fast, Jimmy Claeson                                                                                          | Mars                                  | 3:22    |
| 8. | „Another Day”   | Mola, ChaMane, K. Nita                  | Matthew Grant, Robin Ellingsen, Balazs Harko                                                                                      | Nita, Maria Hazell, Grant, Harko      | 3:11    |
| 9. | „Let Me In”     | Enzo                                    | Je'Juan Antonio, Hassan Ashi Jr., Jayden Henry, Jordain Johnson, Kelsey Merges, Noah Barer, Kaelin Ellis, Hautboi Rich            | Barer, Ellis                          | 3:17    |

## Notowania
| Lista                                       | Pozycja | Źr.    |
| ------------------------------------------- | ------- | ------ |
| South Korean Albums (Gaon)                  | 1       | [ 9 ]  |
| Japanese Albums (Oricon)                    | 12      | [ 10 ] |
| Japanese Combined Albums (Oricon)           | 8       | [ 11 ] |
| Japan Hot Albums (Billboard Japan)          | 11      | [ 12 ] |
| Swedish Physical Albums (Sverigetopplistan) | 17      | [ 13 ] |
| UK Album Downloads (OCC)                    | 33      | [ 14 ] |
| UK Independent Album Breakers (OCC)         | 13      | [ 15 ] |

## Sprzedaż
| Kraj             | Sprzedaż   |
| ---------------- | ---------- |
| Korea Południowa | 1 718 305+ |
| Japonia          | 11 899+    |